# Trustmaatschappij
Een trustmaatschappij is in Nederland een onderneming die zich toelegt op dienstverlening aan hoofdzakelijk buitenlandse groepen of ondernemingen die via een dochtermaatschappij in Nederland gebruik wensen te maken van de fiscale en infrastructurele voordelen die Nederland internationaal opererende ondernemingen biedt. Het accent ligt daarbij op het gebruikmaken van de Nederlandse bilaterale verdragen met derdelanden ter voorkoming van dubbele belasting en de Nederlandse deelnemingsvrijstelling. Hierdoor wordt voorkomen dat de winst die door een dochtermaatschappij wordt gemaakt meermalen wordt belast met vennootschapsbelasting bij de dochter, bronbelasting op dividend, en vennootschapsbelasting bij de moedermaatschappij. In de praktijk resulteert dit voor de trustmaatschappij in het beheren, administreren en voeren van directie over houdster-, financiering- en royalty vennootschappen, die elk hun specifieke fiscale voordelen hebben.
Sinds 1 maart 2004 dienen alle trustmaatschappijen een vergunning te hebben en staan zij onder toezicht van De Nederlandsche Bank. Tevens zijn zij verplicht alle inkomende en uitgaande geldstromen van de onder hun beheer staande vennootschappen te controleren ter voorkomen van witwassen op straffe van intrekking van de vergunning. Er zijn ongeveer 150 vergunninghoudende trustmaatschappijen in Nederland, die gezamenlijk 20.000 cliëntvennootschappen beheren. Uitgebreide informatie over de trustsector is te vinden in het rapport van de Stichting Economisch Onderzoek, The Dutch Trust Industry, Facts and Figures.
De trustmaatschappij in Nederland dient niet verward te worden met een "trust" zoals die in Engelstalige landen wordt gebruikt. In dat geval is sprake van iemand (de settlor) die een deel van zijn vermogen afgeeft aan een beheerder (de trustee) die dit beheert voor een aantal begunstigden (de beneficiaries). Deze situatie kan zich in Nederland niet voordoen.